# Museu de Marionetas do Porto
O Museu das Marionetas do Porto expõe as personagens que deram vida a 25 anos de história e de actividade do Teatro de Marionetas do Porto, cumprindo um dos sonhos do seu fundador, João Paulo Seara Cardoso (1956-2010).
O museu foi inaugurado a 3 de Fevereiro de 2013.
Em março de 2016, foi anunciado que o Museu das Marionetas do Porto está de saída do imóvel na rua das Flores. O anterior senhorio vendeu o imóvel e, apesar de ter direito de preferência na aquisição, a companhia não conseguiu ficar com ele, por causa do valor elevado que o proprietário pediu. O edifício mudou de mãos e os planos dos novos donos passam por outra utilização.
O museu mudou para a Rua de Belomonte.

## Acervo
Bonecos que fizeram as personagens de Miséria, Macbeth, Paisagem Azul com Automóveis, Bichos do Bosque, Cinderela, algumas das 38 peças que constituem o património do Teatro de Marionetas do Porto e um percurso iniciado, na segunda metade da década de 1980, com o Teatro D. Roberto, cujo teatro de pano também está exposto.
No espaço na Rua de Belomonte é possível reencontrar Fredo Brilhantinas, o arrumador que, com uma série de personagens políticas locais e nacionais da época, fazia parte do elenco da emblemática revista Vai no Batalha (1993), que permaneceu em cena durante meses e se afirmou um dos maiores êxitos da companhia.